# Romain Fuertès
Romain Fuertès, né le 5 juillet 1983 à Toulouse, est un joueur de rugby à XV français qui évolue au poste de demi d'ouverture au sein de l'effectif du Blagnac sporting club rugby (1,70 m pour 79 kg).

## Carrière
- 2004-2011 : Blagnac SCR
- 2013-2017 : Blagnac SCR

## Palmarès
2007 : Finaliste Fédérale 1 avec Blagnac SCR